# Salganea matsumotoi
Salganea matsumotoi är en kackerlacksart som beskrevs av Maekawa, Kon och Kunio Araya 2005. Salganea matsumotoi ingår i släktet Salganea och familjen jättekackerlackor.
Artens utbredningsområde är Myanmar. Inga underarter finns listade i Catalogue of Life.